# EVgo
EVgo Inc. ist Betreiber eines Schnellladenetzes in den USA.

## Geschichte
EVgo wurde 2010 nach einem Vergleich im Enron Skandal gegründet, den NRG Energy und die California Public Utilities Commission geschlossen haben. Darin wurde vereinbart, 100 Millionen Dollar in den Aufbau von Ladestationen zu investieren.
Das Unternehmen wurde 2016 an Vision Ridge Partners, und 2020 an LS Power verkauft. Seit Juli 2021 ist das Unternehmen an der NASDAQ Börse unter "EVGO" gelistet.

## Ladenetz
EVgo installiert Ladestationen die auch 350 kW liefern können. An einigen Standorten sind aber auch 50 kW Stationen noch vertreten.
Ähnlich wie bei Electrify America sind die Ladestationen auf existierenden Parkplatzflächen von Einkaufsmärkten entstanden.
Im August 2023 hatte das Unternehmen 950 Standorte in 35 Bundesstaaten in Betrieb. Angeboten werden die Stationen vor allem durch amerikanische Fahrzeughersteller, mit denen umfassende Kooperationen vereinbart wurden, aber auch Honda und Toyota beteiligen sich am Ladenetz.